# Charles Booth Brackenbury
Pour les articles homonymes, voir Brackenbury.
Charles Booth Brackenbury (7 novembre 1831 - 20 juin 1890) est un général de division britannique et correspondant militaire, membre d'une famille du Lincolnshire dont les membres ont combattu dans presque toutes les guerres britanniques du XIXe siècle . Il sert dans la guerre de Crimée et est présent à la Bataille de Sadowa (1866) et à la Guerre russo-turque de 1877-1878. Il est l'un des écrivains militaires les plus importants du milieu à la fin du XIXe siècle .

## Jeunesse
Brackenbury est né le 7 novembre 1831 à Londres, troisième fils de William Brackenbury (un vétéran de l'armée blessé à Talavera et Salamanque et frère cadet d'Edward Brackenbury) et de Maria Atkinson . Il devient cadet en juillet 1847 à l'Académie royale militaire de Woolwich.
Son frère cadet Henry (1837-1914) est également un officier de l'armée et un auteur militaire.

## Carrière militaire
Sous-lieutenant de l'Artillerie royale en 1850, Brackenbury est promu lieutenant en septembre 1852 avant de servir (avec l'artillerie à cheval) dans la guerre de Crimée en 1855 et 1856, étant décoré pour services au siège de Sébastopol (1854-1855). Il est promu capitaine en second en novembre 1857 et envoyé à Malte.
En 1860, Il est instructeur adjoint en artillerie à l'Académie royale militaire de Woolwich, et en 1864 directeur adjoint des études d'artillerie à Woolwich et capitaine en second. Il est ensuite promu premier capitaine en 1865. À la suite de la Reform Act de 1867 il est commissaire aux frontières. En avril 1876, il devient surintendant de l'instruction de la garnison à Aldershot et, en 1880, surintendant de Waltham Abbey Royal Gunpowder Mills. Il est promu colonel en 1881 et commande l'artillerie dans le district du sud-est de mai 1886 à juin 1887, date à laquelle il est nommé directeur des études d'artillerie à Woolwich. Le 1er octobre 1889, il est nommé directeur de l'Artillery College et reçoit le grade temporaire de major-général.

## Carrière de correspondant et autres écrits
Outre son service militaire au combat, Brackenbury est également correspondant militaire du Times pour l'armée autrichienne où il est présent à la Bataille de Sadowa en 1866. Il est à la bataille du Mans  pendant la guerre franco-prussienne  et est correspondant du Times pendant la guerre russo-turque de 1877.
Il écrit aussi The Constitutional Forces of Great Britain, Field Works: Their Technical Construction and Tactical Application et Frederick le Grand . Il contribue au Journal de la Royal United Service Institution.

## Vie privée
En avril 1854, Brackenbury épouse Hilda Eliza, fille du notaire Archibald Campbell, de Québec. Le couple a six fils et trois filles. Deux des fils, Charles Herbert et Lionel Wilhelm, rejoignent le corps d'état-major indien avant de mourir tous les deux en Inde, l'un de la typhoïde en 1885, le second est tué au combat en 1891. Deux filles, Georgina et Marie, deviennent peintres et suffragettes,. La journaliste Flora Shaw, proche de la famille, vit plusieurs années à leur domicile, aidant notamment à l'éducation des enfants. Charles Brackenbury en retour soutiendra la carrière journalistique de Flora Shaw.
Brackenbury meurt dans le train, entre les stations de Maze Hill et de London Bridge, d'un infarctus, le 20 juin 1890 alors qu'il regagne son domicile de Chelsea. Il est enterré avec les honneurs militaires au cimetière de Plumstead.